# Ранній, ранній ранок...
«Ранній, ранній ранок...» (рос. «Раннее, раннее утро...») — російський радянський 3-серійний художній телефільм 1983 року режисера Валерія Харченка за мотивами повісті Валентини Осеєвої «Дінка».

## Сюжет
Дія фільму відбувається в 1910 році.

## У ролях
- Ніна Гоміашвілі
- Андрій Хренов
- Інна Фокіна
- Соня Джишкаріані
- Клара Бєлова
- Володимир Антоник
- Тетяна Кравченко
- Анатолій Калмиков
- Володимир Кашпур
- Євген Лебедєв - шарманщик
- Арчіл Ґоміашвілі
- Олександр Філіппенко
- Наталія Вількіна
- Маріанна Веліжева
- Женя Животовський
- Юра Кострикін
- Ваня Чекалін
- Олександр Михайлов

## Творча група
- Сценарій: Аркадій Інін, Валерій Харченко
- Режисер-постановник: Валерій Харченко
- Оператор-постановник: Фелікс Кефчіян
- Композитор: Андрій Леденьов, Роман Леденьов